# Beto Monteiro
Alberto Beto Monteiro (n. 17 de agosto de 1973, Recife, Pernambuco) es un piloto brasileño de automovilismo de velocidad. Es reconocido en el ambiente del deporte motor brasileño por sus múltiples participaciones en la categoría Fórmula Truck, siendo especialista en carreras de camiones, a la vez de ser uno de sus máximos campeones con dos títulos en su haber (2004 y 2013) a la vez de haber conquistado la Copa Sudamericana de Fórmula Truck en 2013 y el subcampeonato de esta categoría en el año 2012. Su actividad también incluye categorías de automóviles de turismo, habiendo participado en las categorías locales Stock Car V8 y GT3 Brasil, además de haber sido invitado a participar en categorías extranjeras como la Top Race V6 de Argentina o la NASCAR de los Estados Unidos.

## Trayectoria
| Año  | Categoría                                     | Automóvil           |
| ---- | --------------------------------------------- | ------------------- |
| 1999 | Debut en Fórmula Truck                        | Ford Cargo          |
| 2000 | Fórmula Truck                                 | Ford Cargo          |
| 2001 | Fórmula Truck                                 | Ford Cargo          |
| 2002 | Fórmula Truck                                 | Ford Cargo          |
| 2003 | Fórmula Truck                                 | Ford Cargo          |
| 2004 | Campeón de Fórmula Truck                      | Ford Cargo          |
| 2005 | Fórmula Truck                                 | Ford Cargo          |
| 2006 | Fórmula Truck                                 | Ford Cargo          |
| 2007 | Fórmula Truck                                 | Ford Cargo          |
| 2008 | Fórmula Truck                                 | Scania R500         |
| 2008 | Debut en Pick-Up Racing                       | Chevrolet S-10      |
| 2009 | Fórmula Truck                                 | Iveco Eurostar      |
| 2009 | Top Race V6, 1 carrera                        | Volkswagen Passat V |
| 2010 | Fórmula Truck                                 | Iveco Eurostar      |
| 2010 | GT3 Brasil, 2 carreras                        | Porsche 997 GT3 Cup |
| 2010 | NASCAR K&N Pro Series, 1 carrera              | Dodge Charger       |
| 2010 | Fórmula Truck                                 | Iveco Eurostar      |
| 2010 | NASCAR K&N Pro Series, 1 carrera              | Dodge Charger       |
| 2010 | Fórmula 3 Sudamericana, 3 carreras            | Dallara-Berta       |
| 2010 | Fórmula 3 Sudamericana Light, 3 carreras      | Dallara-Berta       |
| 2012 | Fórmula Truck                                 | Iveco Eurostar      |
| 2012 | Subcampeón Copa Sudamericana de Fórmula Truck | Iveco Eurostar      |
| 2012 | NASCAR K&N Pro Series, 1 carrera              | Toyota Camry        |
| 2013 | Campeón de Fórmula Truck                      | Iveco Eurostar      |
| 2013 | Campeón Copa Sudamericana de Fórmula Truck    | Iveco Eurostar      |
| 2014 | Fórmula Truck                                 | Iveco Eurostar      |
| 2014 | NASCAR K&N Pro Series, 1 carrera              | Toyota Camry        |
| 2015 | Fórmula Truck                                 | Iveco Eurostar      |
| 2015 | Stock Car V8, 2 carreras                      | Chevrolet Sonic     |
| 2015 | Brasileño de Marcas, 2 carreras               | Chevrolet Cruze     |
| 2016 | Fórmula Truck                                 | Iveco Eurostar      |
| 2016 | Stock Car V8, 1 carrera                       | Peugeot 408         |

- [2]

## Resultados

### TCR South America
| Año  | Equipo          | Auto                   | 1   | 2   | 3   | 4   | 5   | 6   | 7   | 8   | 9   | 10  | 11  | 12  | 13  | 14  | 15  | 16  | 17  | 18  | Pos. | Pts. |
| ---- | --------------- | ---------------------- | --- | --- | --- | --- | --- | --- | --- | --- | --- | --- | --- | --- | --- | --- | --- | --- | --- | --- | ---- | ---- |
| 2021 |                 |                        | INT | INT | CUR | RIV | RIV | EPI | EPI | RCU | RCU | BA  | AG  | AG  | CDU | CDU |     |     |     |     | 17.º | 44   |
| 2021 | Scuderia CJ     | Hyundai Elantra N TCR  |     |     | 2   |     |     |     |     |     |     |     |     |     |     |     |     |     |     |     | 17.º | 44   |
| 2023 |                 |                        | AG  | AG  | ROS | ROS | TRH | INT | RIV | RIV | EPI | EPI | LAP | LAP | VLP | VLP | VEL | VEL | CAS | CAS | 35°  | 24   |
| 2023 | Paladini Racing | Toyota Corolla GRS TCR |     |     |     |     |     | 5   |     |     |     |     |     |     |     |     |     |     |     |     | 35°  | 24   |

### TCR Brasil
| Año  | Equipo          | Auto                   | 1   | 2   | 3   | 4   | 5   | 6   | 7   | 8   | 9   | 10  | 11  | Pos. | Pts. |
| ---- | --------------- | ---------------------- | --- | --- | --- | --- | --- | --- | --- | --- | --- | --- | --- | ---- | ---- |
| 2023 |                 |                        | INT | RIV | RIV | VLP | VLP | VEL | VEL | VEL | VEL | CAS | CAS | 20°  | 24   |
| 2023 | Paladini Racing | Toyota Corolla GRS TCR | 5   |     |     |     |     |     |     |     |     |     |     | 20°  | 24   |

## Palmarés
| Título     | Categoría                          | Automóvil      | Temporada |
| ---------- | ---------------------------------- | -------------- | --------- |
| Campeón    | Fórmula Truck                      | Ford Cargo     | 2004      |
| Subcampeón | Copa Sudamericana de Fórmula Truck | Iveco Eurostar | 2012      |
| Campeón    | Copa Sudamericana de Fórmula Truck | Iveco Eurostar | 2013      |
| Campeón    | Fórmula Truck                      | Iveco Eurostar | 2013      |